# Diebelbach
Der Diebelbach entspringt in den Westlichen Wäldern. Seine Quellen liegen westlich von Straßberg. Nördlich von Bannacker gelangt er in die Wertachebene.  Anschließend verläuft er weiter südlich von Bergheim an der Diebelbachstraße entlang in Richtung Göggingen, wo er dann schließlich an der Gögginger Brücke in die Wertach mündet. 
Den größten Teil des Jahres scheint der Diebelbach ein harmloses Gerinne zu sein. Der Pegelstand ändert sich allerdings drastisch bei starken Niederschlägen. Dies führte oft zu Hochwasser. Um die Hochwässer besser kontrollieren zu können, sollen im Stadtgebiet Augsburg entlang des Diebelbachs Überschwemmungsbereiche ausgewiesen werden.